# Bichl
Bichl este o comună aflată în districtul Bad Tölz-Wolfratshausen, landul Bavaria, Germania.